# Chaînon Miller
Le chaînon Miller est un massif de montagnes qui culmine au dôme Martin, à 2 680 mètres d'altitude, dans la chaîne Transantarctique. Il se trouve entre le glacier Nimrod et le glacier Marsh.

## Histoire
Le chaînon Miller est nommé en l'honneur de J. Holmes Miller, membre de l'équipe néo-zélandaise de l'expédition Fuchs-Hillary en 1958 qui, avec G.W. Marsh, cartographie la zone.